# Georg Fugger
Georg Fugger (Augusta, 10 maggio 1453 – Augusta, 14 marzo 1506) è stato un banchiere e mercante tedesco, membro di una delle più importanti famiglie di banchieri d'Europa.

## Biografia

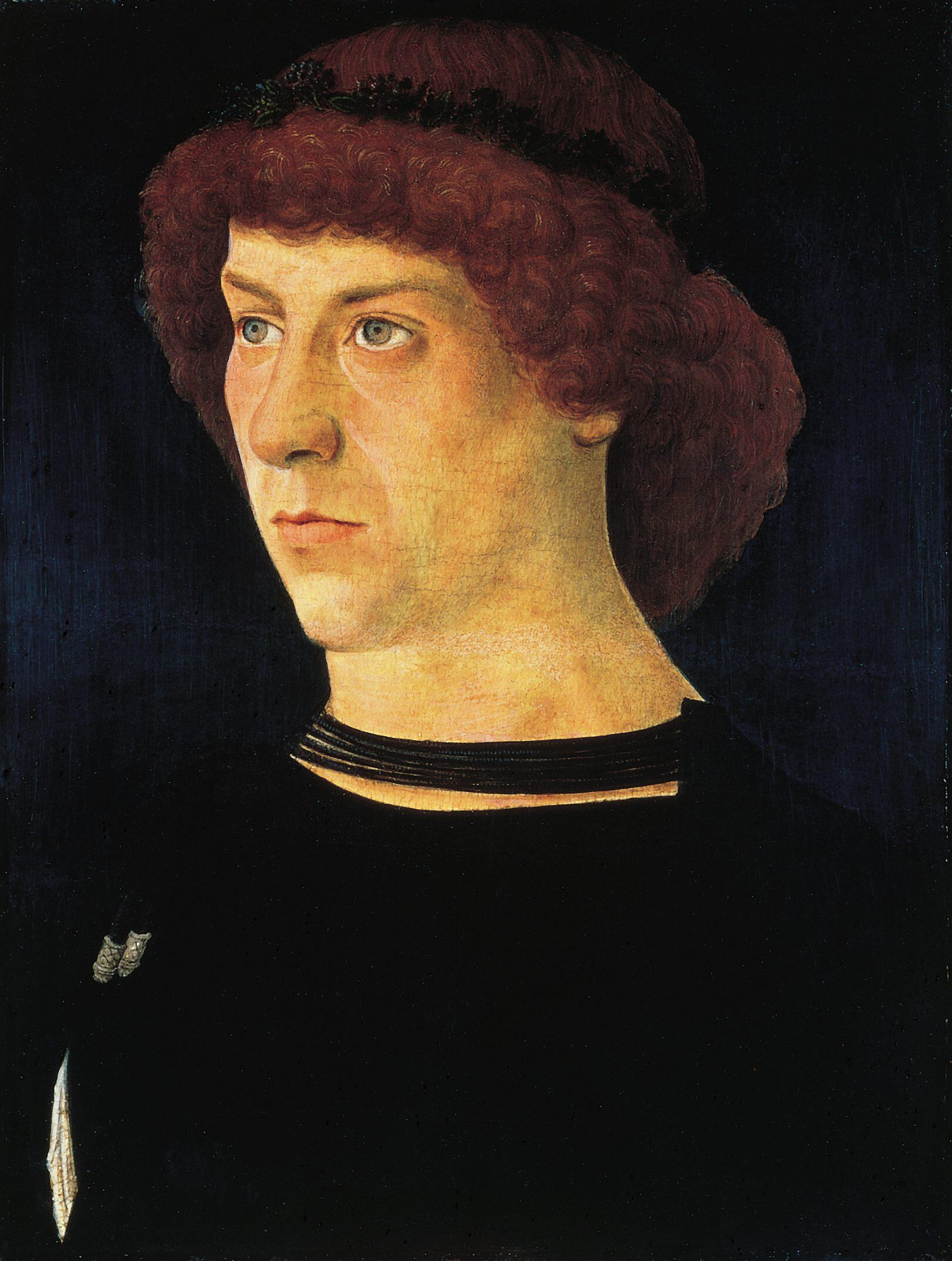
Ritratto di Georg Fugger di Giovanni Bellini, 1474

Figlio di Jacob Fugger il Vecchio e sua moglie Barbara Bäsinger, Georg era fratello di Ulrich e Jacob il Giovane) e nacque ad Augusta. Già da giovane iniziò a interessarsi alla mercatura col fratello Ulrich di cui fu partner commerciale per l'Europa. Mentre Ulrich si pose di base ad Augusta, Georg venne posto alla guida dell'ufficio commerciale di Norimberga, mentre Jacob si occupò degli affari internazionali.
Egli è ricordato in particolar modo per aver ottenuto la possibilità di commissionare un suo ritratto al pittore veneziano Giovanni Bellini nel 1474. Nel 1494 la società dei Fugger vantava già un capitale di 54.000 gulden e i tre fratelli furono insieme fondatori del Fuggerei, il più antico complesso residenziale popolare del mondo ancora oggi in funzione.

## Matrimonio e figli
Nel 1486, sposò Regina Imhoff, figlia di un patrizio di Norimberga. Loro figli furono Markus (Marx) nato nel 1488, seguito da Raymund nel 1489 che inaugurarono rispettivamente le linee "di Kirchberg" e "di Weißenhorn" della famiglia Fugger. Un altro figlio, Anton, nacque nel 1493, il quale sarà in seguito fondatore delle linee "di Glött" e "di Babenhausen" della medesima famiglia, le uniche ancora esistenti.